# 釋懺雲
釋懺雲（1915年11月24日—2009年3月7日；臺羅：Tshàm hûn），俗姓曹、諱會汶，中國東北人。法名「成空」、號「心月」、自號「懺雲」。精持戒律，宣揚淨土宗，創建蓮因寺。是臺灣佛教界享譽盛名的法師，信眾皆尊稱他為「懺公」。

## 生平
懺雲法師生於东北奉天省與韓國交界處，鴨綠江畔安東曹氏世家，位於今遼寧省丹東市。後移居大連。祖父曹德盛、祖母楊大蓮；父曹駿明（曹國靖）曾任安東商務會長；俗家尚有大哥、二哥、大妹（會賢）、小妹、小弟（會漳），懺公排行第三。小弟會漳曾於山東農業大學農業化學系任教，亦學佛有年。

### 求學問法
就讀中學期間，因父親患病曾中輟學業。在家時即擅長繪仕女圖，為日後繪製西方三聖像奠定基礎。亦曾留學日本，學習美術；因父病危返國、中斷學業。1938年、24歲於大連商業學堂皈依了因法師學佛。1940年、26歲於瀋陽慈恩寺，修緣老和尚座下秉受五戒。1941年、27歲以蒙山法本施食法門爲本，此後以放蒙山為常課。1942年、28歲冬於凌水寺為明朗老和尚送終，老和尚臨終相告：「會汶：世間皆假，急速辦當一切，出家修行！」。1943年、29歲經由省琛老和尚介紹，自安東至北平淨蓮寺安居。

### 受具足戒
1944年、30歲進入北平周叔迦居士於瑞應寺創辦之中國佛教學院(1940－1956)，求學四年。30歲此年在北平廣濟寺出家受具足戒。禮澍培法師祝髮、法名「成空」、號「心月」。是年甲申年冬前往廣濟寺，依寶華傳承第十八代傳戒和尚融緣法師、羯摩阿闍黎融濟法師、教授阿闍黎道源法師等大德領受戒法。1948年（民國37年）啟程南下朝禮寧波阿育王寺、蘇州寒山寺、蘇州報國寺、上海靜安寺、能海大師金剛道場等處。是年夏，至福州親近慈舟大師。

### 東渡臺灣
1949年，35歲隨國民政府撤退來臺灣。1956年，42歲與弟子於臺灣南投縣埔里鎮觀音山搭建印弘茅蓬，因八七水災，土石崩落而毀。1963年，49歲與弟子性因法師於南投縣水里鄉頂崁村創建蓮因寺。

### 創建齋戒學會
1966年，開辦大專青年齋戒學會。每年寒暑假各開辦八關齋戒一次，暑期每次兩屆，寒假一屆。在蓮因寺辦完兩次以後，再移他寺續辦，嘉義義德寺，新竹翠壁岩寺，中壢圓光寺都曾辦過八關齋戒。懺雲法師持律甚嚴，每日四時以後，蓮因寺不留女眾、亦不能過夜。因此齋戒學會女眾部委託南投縣竹山鎮德山寺、嘉義縣番路鄉義德寺、南投縣埔里鎮南林精舍等寺協辦八關齋戒活動。後於南投埔里建設女眾道場「蓮音學苑」，女眾齋戒會便於此辦理。與各大專學院的佛學社密切交流，定期舉辦佛七。

### 圓寂
懺雲法師於2009年3月7日凌晨一點，於南投縣水里鄉頂崁村蓮因寺方丈寮圓寂，享耆壽94歲，3月9日禮請夢參長老封棺、3月27日由果清律師舉火荼毗（火化）。

## 貢獻與影響
懺雲法師持戒嚴謹、以戒為師，一心宣揚淨土。「禮佛」與「放蒙山」均為每日修行之功課。提倡誦唸阿彌陀佛佛號，法師繪製之「西方三聖像」莊嚴清麗，為全球最為流通者，其唱誦之「六字拜佛」韻調亦為各道場舉辦佛七所常用，是淨土宗在臺灣極為重要的法師。法師30歲出家後，即行「過午不食」之戒律，無一間日。法師對於弟子的訓練也是依法解行並重，並與各大學佛學社來住密切；在導引青年學佛上，貢獻良多。

## 主要著作
- 懺雲老和尚開示,"大乘起信論旨要略示",南投縣水里鄉,蓮因寺, 2019-04. ISBN 9789869771306 (平裝)
- 懺雲老和尚開示,"淨土要義",臺北市,財團法人佛陀教育基金會,2017-09.
- 懺雲編,"五戒表解",臺北市,佛陀教育基金會,2015-10.
- 懺雲大師編撰;南林尼僧苑惟俊比丘尼彙編,"放生儀軌",南投縣魚池鄉,南林尼僧佛教基金會附設南林出版社,2015-02.
- 懺雲法師,"懺雲和尚開示錄"(第1/2/3輯),財團法人佛陀教育基金會,2014-8.
- 釋懺雲編述,"日用偈咒及行法規儀",臺中市,養正堂,2005-07.

## 參閲
- 中国佛学院
- 中國佛教學院

## 外部連結
- 蓮因寺資訊網 （页面存档备份，存于）
- 蓮因寺網路全球念佛共修
- 懺公上人簡傳
- 佛學多媒體資料庫 > 演講錄音 > 懺雲法師 （页面存档备份，存于）
- YouTube上的(05)上人超度父母之因緣－懺雲老和尚
- YouTube上的懺公上人與夢參長老座談
- 蓮因寺: 釋經律論 （页面存档备份，存于）